# Furier
Furier – podoficerski stopień wojskowy w dawnym wojsku polskim. Niższym stopniem był kapral, a wyższym sierżant. Zajmował się przede wszystkim zakwaterowaniem wojska i dostarczaniem żywności.

## Oznaczenie
W Armii Księstwa Warszawskiego oznaką stopnia był kąt złoty na ramieniu.
W Legionach Polskich we Włoszech oznaką stopnia był 1 galon powyżej łokcia.
W wojsku polskim w okresie Sejmu Wielkiego i w wojsku Kościuszki oznaką stopnia były 2 galony na mankietach i 1 galon na kołnierzu.